# Segunda Categoría de Ecuador 1975
El campeonato ecuatoriano de Fútbol de Segunda Categoría 1975 fue la edición n.º 2 de la tercera división del fútbol ecuatoriano, Después de 8 años de que no se jugara el torneo nacional de Segunda Categoría durante ese tiempo los ascensos se los daría por medio de los torneos provinciales o se definían a los ascendidos por medio de partidos de permanencia como paso en el Campeonato Ecuatoriano de Fútbol 1973, uno de los motivos por lo que no se había realizado los torneos en si fue por lo acontecimientos durante el Campeonato Segunda División 1967 tras dicho largo lapso de tiempo la Asociación Ecuatoriana de Fútbol (actualmente FEF) decidió en el congreso extraordinario que se volvería a jugar pero con un nuevo formato en la cual se jugaría solamente con los campeones de cada asociación y que estarían en 2 grupos uno de 4 y el otro con los 3 restantes representantes esto variaría con cada año dependiendo con cuantos equipos irían a jugar cada grupo y de los cuales los ganadores decidirían no solamente al campeón sino al que ascendería a la Serie B  en el caso de este formato duraría hasta el torneo de 1982. Cabe aclarar que el torneo inicio el 18 de enero de 1976, esto es debido a que los torneos provinciales empezaron a jugar por mediados y finales del mes de octubre de 1975.
El Macará lograría su primer título que le daría la oportunidad de participar en el Campeonato Ecuatoriano de Fútbol Serie B 1976, mientras que el cuadro del Politécnico lograría su primer subtítulo.

## Sistema de campeonato
FASE PROVINCIAL (Primera Etapa)
- La Primera Fase está formada por los Campeonatos provinciales organizados por cada Asociación de Fútbol (7 en ese entonces), los campeones clasificarán al Zonal Regional.

FASE REGIONAL (Segunda Etapa)
- La Zona 1 estuvo integrada por las provincias deːGuayas,Azuay y Pichincha
- La Zona 2 estuvo integrada por las provincias deːTungurahua, Manabí, Chimborazo y El Oro

FASE FINAL (Tercera Etapa)
- Se jugara una final a doble partido, el ganador será reconocido como campeón de la Segunda Categoría 1975 y además jugara en la Serie B de 1976, en caso de que ambos equipos hayan ganado uno de sus respectivos partidos el título se lo definirá en un partido extra.

## Equipos clasificados
| Asociación        | Equipo           | Vía de clasificación                               |
| ----------------- | ---------------- | -------------------------------------------------- |
| Azuay 1 cupo      | Estudiantes      | Campeón de la Segunda Categoría de Azuay 1975      |
| Chimborazo 1 cupo | Atlét. Riobamba  | Campeón de la Segunda Categoría de Chimborazo 1975 |
| El Oro 1 cupo     | LDU(M)           | Campeón de la Segunda Categoría de El Oro 1975     |
| Guayas 1 cupo     | Patria           | Campeón de la Segunda Categoría de Guayas 1975     |
| Manabí 1 cupo     | América de Manta | Campeón de la Segunda Categoría de Manabí 1975     |
| Pichincha 1 cupo  | Politécnico      | Campeón de la Segunda Categoría de Pichincha 1975  |
| Tungurahua 1 cupo | Macará           | Campeón de la Segunda Categoría de Tungurahua 1975 |

## Zona 1
Los equipos de Guayas, Azuay y Pichincha.

### Grupo A
|  |    | Equipo      | PJ | PG | PE | PP | GF | GC | DG  | PTS |
|  | -- | ----------- | -- | -- | -- | -- | -- | -- | --- | --- |
|  | 1º | Politécnico | 4  | 3  | 1  | 0  | 11 | 1  | +10 | 7   |
|  | 2º | Patria      | 4  | 2  | 1  | 1  | 5  | 4  | +1  | 5   |
|  | 3º | Estudiantes | 4  | 0  | 0  | 4  | 1  | 11 | -11 | 0   |

|  | Clasifica a la final |

### Resultados
|  | Estudiantes | 0 - 2 | Politécnico |  | Alejandro Serrano Aguilar | 18 de enero |

|  | Patria | 4 - 0 | Estudiantes |  | Capwell | 21 de enero |

|  | Politécnico | 4 - 0 | Patria |  | Atahualpa | 25 de enero |

|  | Politécnico | 4 - 1 | Estudiantes |  | Atahualpa | 28 de enero |

|  | Estudiantes | 0 - 1 | Patria |  | Alejandro Serrano Aguilar | 1 de febrero |

|  | Patria | 0 - 0 | Politécnico |  | Capwell | 4 de febrero |

## Zona 2
Los equipos de Tungurahua,El Oro, Chimborazo y Manabí.

### Grupo B
|  |    | Equipo           | PJ | PG | PE | PP | GF | GC | DG  | PTS |
|  | -- | ---------------- | -- | -- | -- | -- | -- | -- | --- | --- |
|  | 1º | Macará           | 6  | 5  | 1  | 0  | 27 | 4  | +23 | 11  |
|  | 2º | LDU(M)           | 6  | 4  | 1  | 1  | 21 | 5  | +16 | 9   |
|  | 3º | América de Manta | 6  | 2  | 0  | 4  | 8  | 25 | -17 | 4   |
|  | 4º | Atlét. Riobamba  | 6  | 0  | 0  | 6  | 2  | 24 | -22 | 0   |

|  | Clasifica a la final |

### Resultados
|  | Atlét Riobamba | 1 - 4 | Macará           |  | Olímpico  | 18 de enero |
|  | LDU(M)         | 4 - 2 | América de Manta |  | 9 de Mayo | 18 de enero |

|  | América de Manta | 3 - 1 | Atlét Riobamba |  | Jocay      | 21 de enero |
|  | Macará           | 1 - 1 | LDU(M)         |  | Bellavista | 21 de enero |

|  | América de Manta | 1 - 2 | Macará |  | Jocay    | 25 de enero |
|  | Atlét Riobamba   | 0 - 2 | LDU(M) |  | Olímpico | 25 de enero |

|  | América de Manta | 0 - 2 | LDU(M)         |  | Jocay      | 28 de enero |
|  | Macará           | 2 - 0 | Atlét Riobamba |  | Bellavista | 28 de enero |

|  | América de Manta | 2 - 0 | Atlét Riobamba |  | Jocay     | 1 de febrero |
|  | LDU(M)           | 1 - 2 | Macará         |  | 9 de Mayo | 1 de febrero |

|  | LDU(M) | 11 - 0 | Atlét Riobamba   |  | 9 de Mayo  | 4 de febrero |
|  | Macará | 16 - 0 | América de Manta |  | Bellavista | 4 de febrero |

### Final
La disputaron Politécnico ganador del Grupo A en la Zona 1 y Macará ganador del Grupo B de la Zona 2, ganando la serie; el equipo de Macará y el cual jugara el torneo de la serie B en 1976.
| Ciudad | Equipo local | Resultado | Equipo visitante |
| --- | ------------ | --------- | ---------------- |
| Ambato | Macará       | 3-1       | Politécnico      |
| Quito | Politécnico  | 2-1       | Macará           |
| Riobamba | Macará       | 2(5)-2(4) | Politécnico      |
| Macara es el campeón tras ganar en la tanda de penaltis por 5-4 en el desempate por la definición del título ya que se tuvo que realizar el juego de desempate aunque en el marcador global le fuera a favorecer al Macará por 4-3. |              |           |                  |

### Campeón
|                                              |
| Macará 1er Título Ascendió a la Serie B 1976 |

## Tabla General
|  |  |    | Equipo           | PJ | PG | PE | PP | GF | GC | DG  | PTS |
|  |  | -- | ---------------- | -- | -- | -- | -- | -- | -- | --- | --- |
|  |  | 1º | Macará           | 9  | 6  | 2  | 1  | 32 | 7  | +25 | 14  |
|  |  | 2º | Politécnico      | 7  | 4  | 2  | 1  | 16 | 7  | +9  | 10  |
|  |  | 4º | Patria           | 4  | 2  | 1  | 1  | 5  | 4  | +1  | 5   |
|  |  | 5º | América de Manta | 6  | 2  | 0  | 4  | 8  | 25 | -17 | 4   |
|  |  | 6º | Estudiantes      | 4  | 0  | 0  | 4  | 1  | 11 | -11 | 0   |
|  |  | 7º | Atlét. Riobamba  | 6  | 0  | 0  | 6  | 2  | 24 | -22 | 0   |

PJ = Partidos jugados; PG = Partidos ganados; PE = Partidos empatados; PP = Partidos perdidos; GF = Goles a favor; GC = Goles en contra; DG = Diferencia de gol; PTS = Puntos
|  | Campeón, ascendio a la Serie B 1976. |